# Atomic City (Idaho)
Atomic City é uma cidade localizada no estado americano de Idaho, no Condado de Bingham.

## Demografia
Segundo o censo americano de 2000, a sua população era de 25 habitantes. 
Em 2006, foi estimada uma população de 25, um aumento de 0 (0.0%).

## Geografia
De acordo com o United States Census Bureau tem uma área de 
0,3 km², dos quais 0,3 km² cobertos por terra e 0,0 km² cobertos por água. Atomic City localiza-se a aproximadamente 1528 m acima do nível do mar.

## Localidades na vizinhança
O diagrama seguinte representa as localidades num raio de 56 km ao redor de Atomic City. 